# Koganei
Koganei (小金井市, Koganei-shi) est une ville de la métropole de Tokyo, au Japon.

## Toponymie
La signification des kanjis est le « petit puits en métal ».

## Géographie

### Situation
Koganei est située dans le centre de la métropole de Tokyo, à environ 25 km à l'ouest du centre-ville. La ville est essentiellement plate et est traversée au sud par la rivière No (野川). Deux parcs sont présents au nord et au sud de la ville.

### Communes limitrophes
| Kodaira   | Kodaira | Nishitōkyō |
| Kokubunji | Koganei | Musashino  |
| Fuchū     | Fuchū   | Mitaka     |

### Démographie
Au 1er juin 2025, la population de Koganei s'élevait à 125 696 habitants répartis sur une superficie de 11,3 km2.

## Histoire
La zone de actuelle de Koganei faisait partie de l'ancienne province de Musashi. Lors de la réforme cadastrale de 1878, postérieure à la restauration de Meiji, la zone fut intégrée au district de Kitatama dans la préfecture de Kanagawa.
Le village moderne de Koganei est créé le 1er avril 1889 et il est transféré à la préfecture de Tokyo en 1893. Kokubunji devient un bourg en 1937 et enfin une ville le 1er octobre 1958.

## Culture locale et patrimoine
Dans le parc au nord de la ville se trouve le musée d'architecture en plein air d'Edo-Tokyo. La ville abrite également le studio Ghibli, en revanche le musée Ghibli se trouve dans la ville voisine de Mitaka.

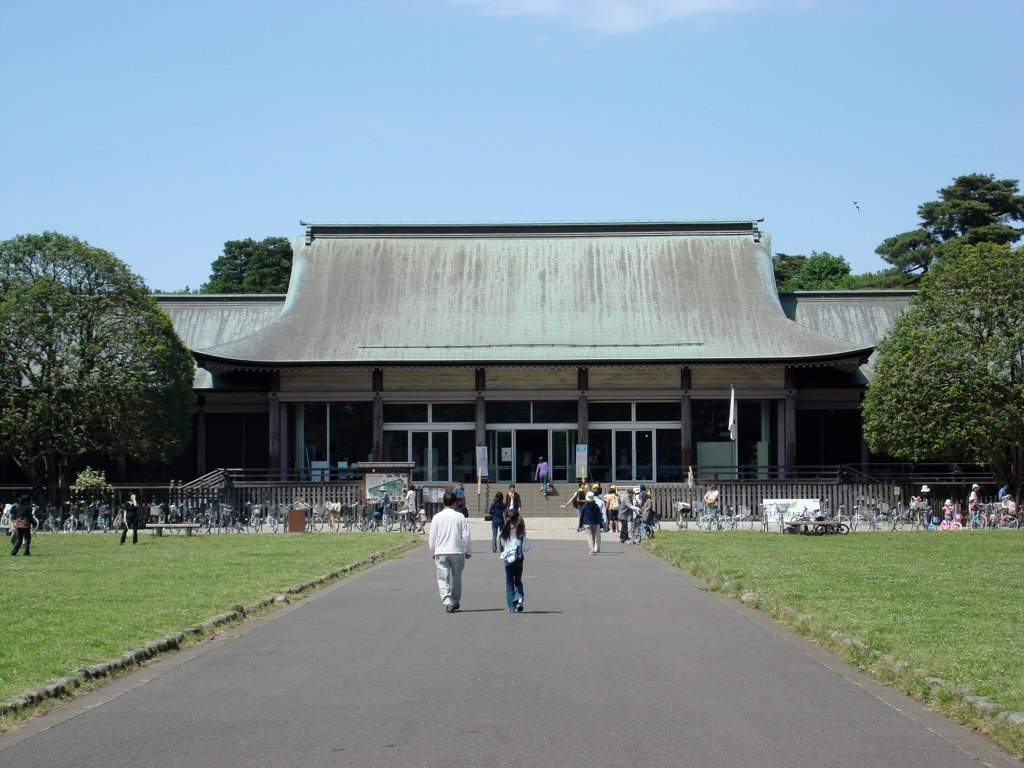
Entrée principale du musée d'architecture en plein air d'Edo-Tokyo.

## Éducation
De nombreuses écoles se trouvent à Koganei, de la maternelle à l'université. On peut notamment citer les trois universités suivantes :
- l'Université d'agriculture et de technologie de Tokyo (un des deux campus, le second se trouvant à Fuchu) ;
- l'Université Hōsei (un des trois campus, les deux autres se trouvant à Ichigaya et Tama) ;
- l'Université Tokyo Gakugei.

De nombreuses autres universités se trouvent également dans les villes voisines de Koganei.

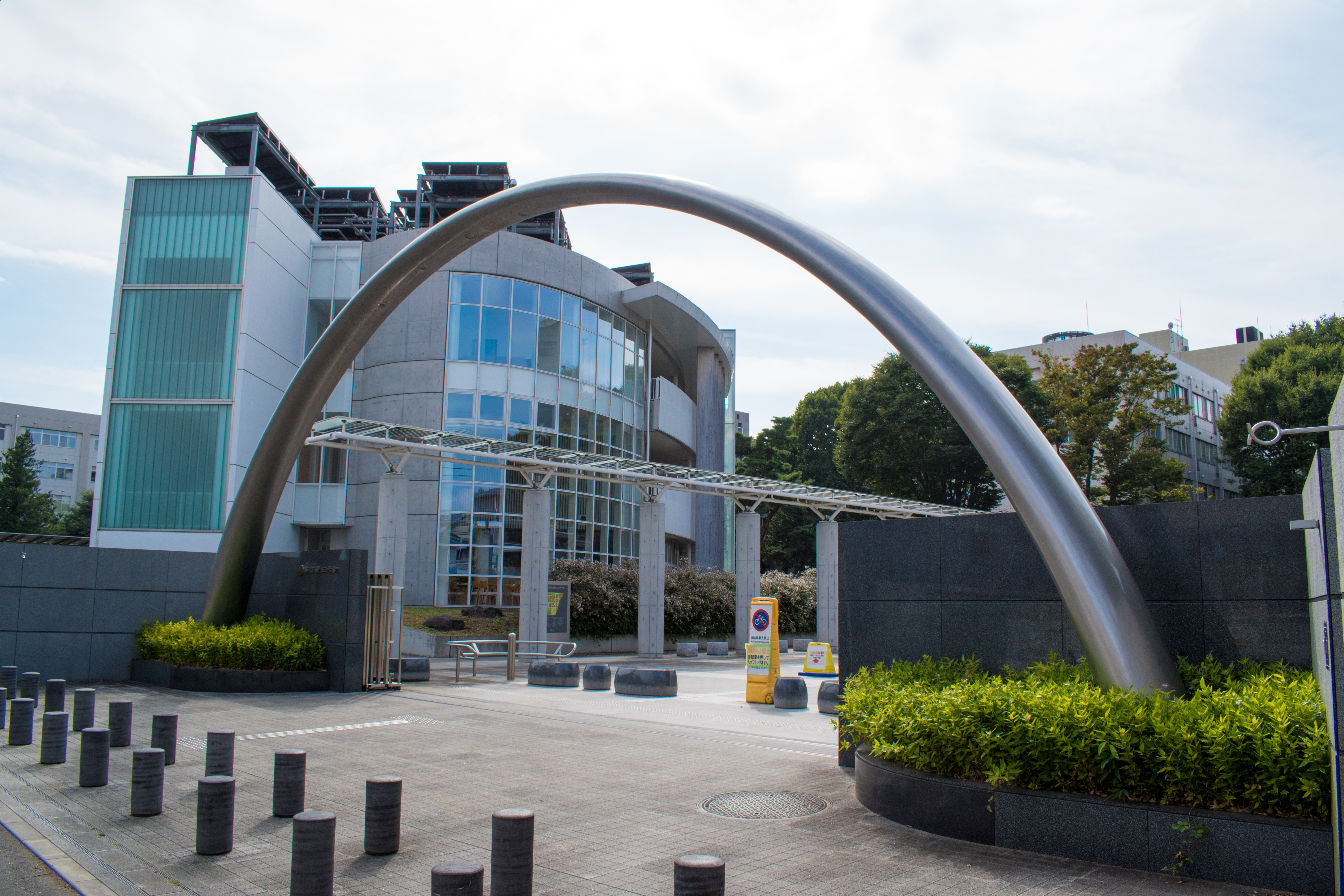
Entrée est du campus de Koganei de l'Université d'agriculture et de technologie de Tokyo.
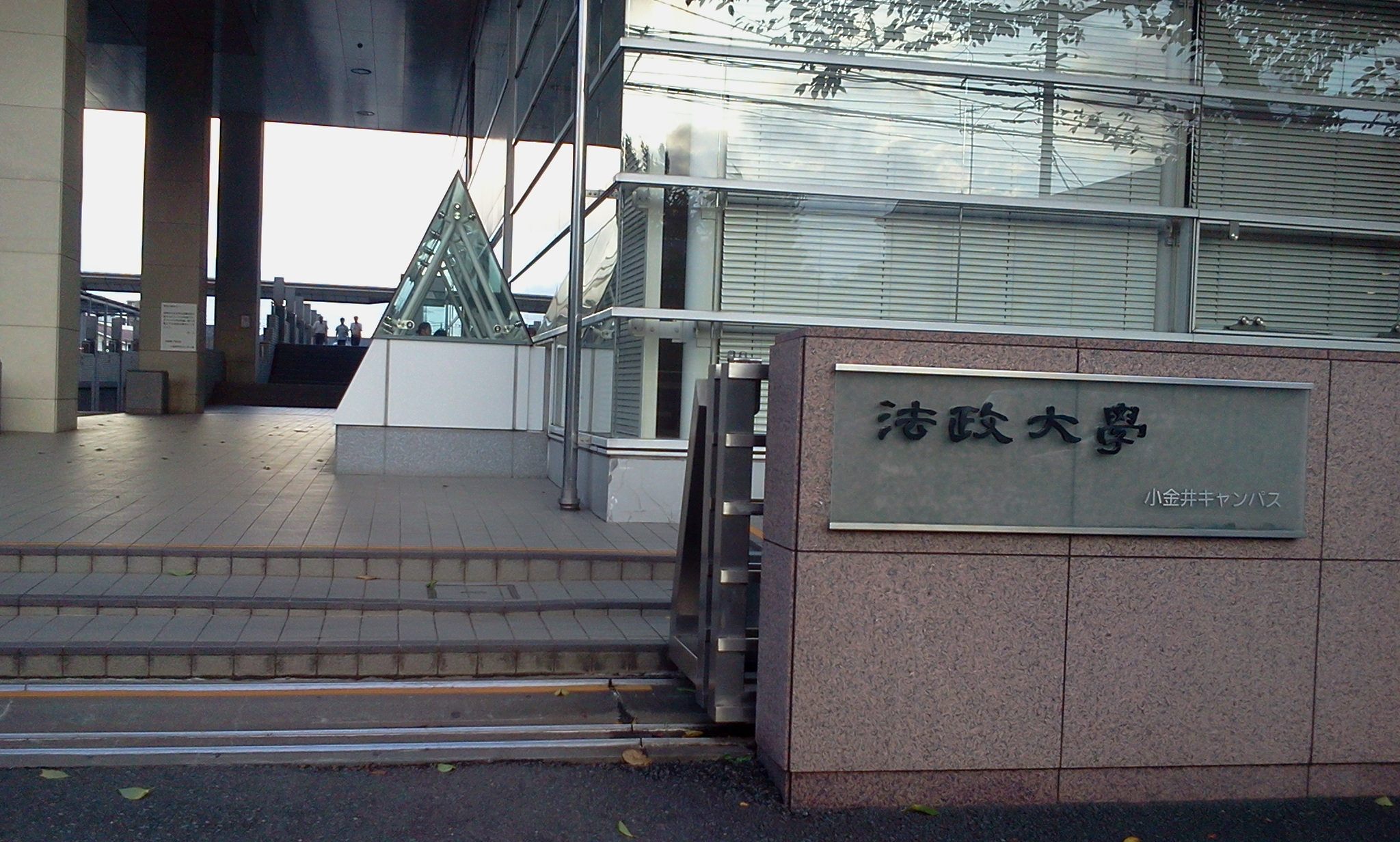
Entrée du campus de Koganei de l'Université Hōsei.
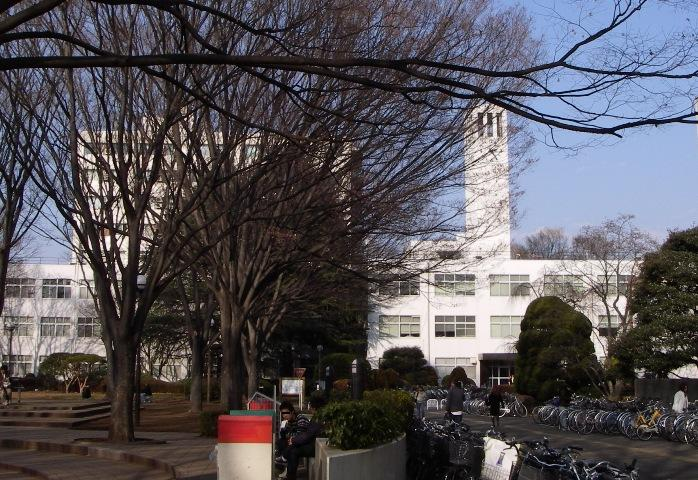
Université de Gakugei.

## Transports
La ville est traversée en son centre sur un axe est-ouest par la ligne Chūō opérée par la JR East. La ville possède deux gares : la gare de Higashi-Koganei située à l'est de la ville et celle de Musashi-Koganei située au centre. Elle permet de rejoindre la gare de Shinjuku en environ 30 à 40 minutes. La ligne Seibu Tamagawa traverse également la vile à l'est avec un arrêt à la gare de Shin-Koganei.

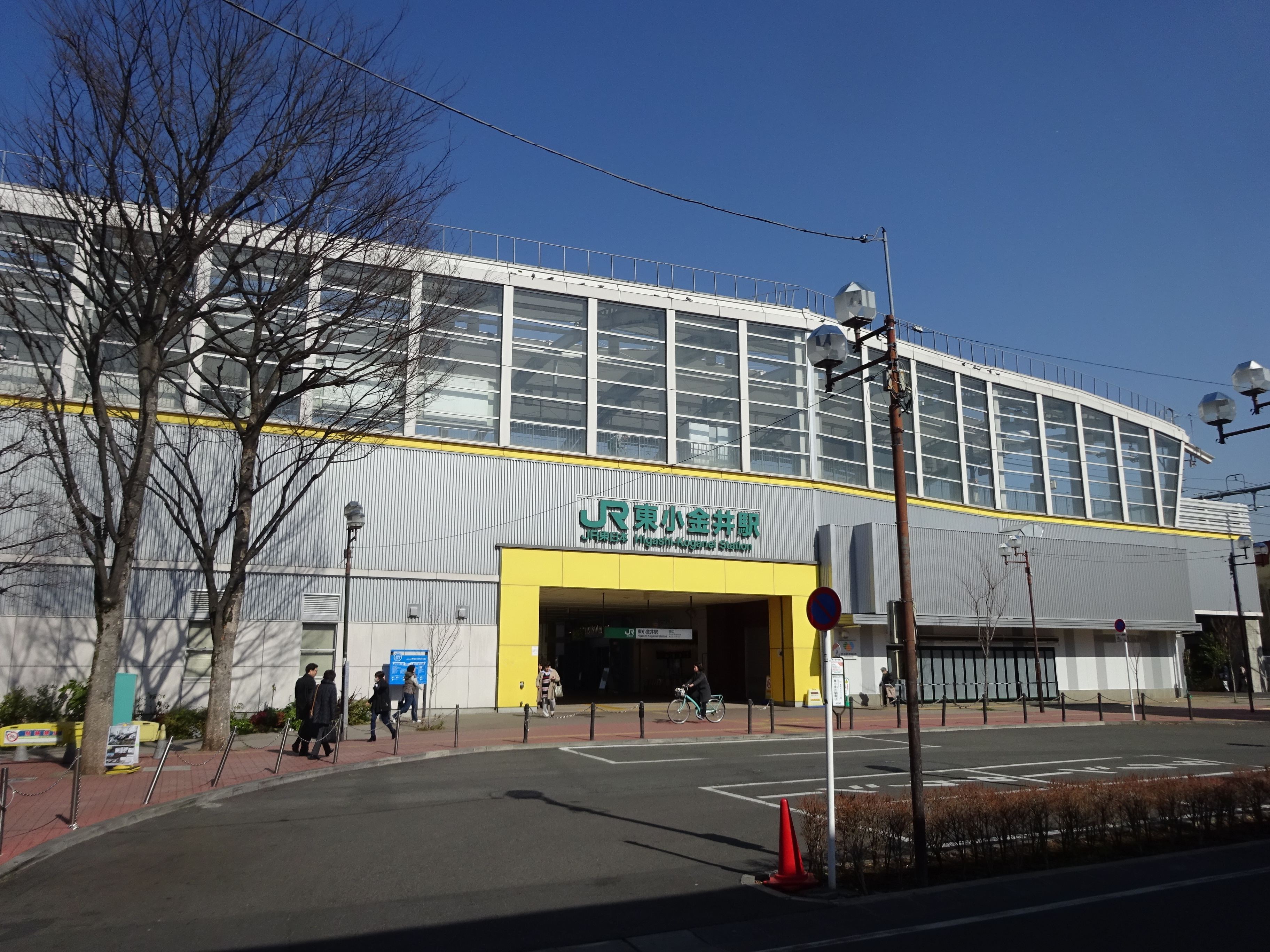
Vue de l'entrée sud de la gare de Higashi-Koganei.
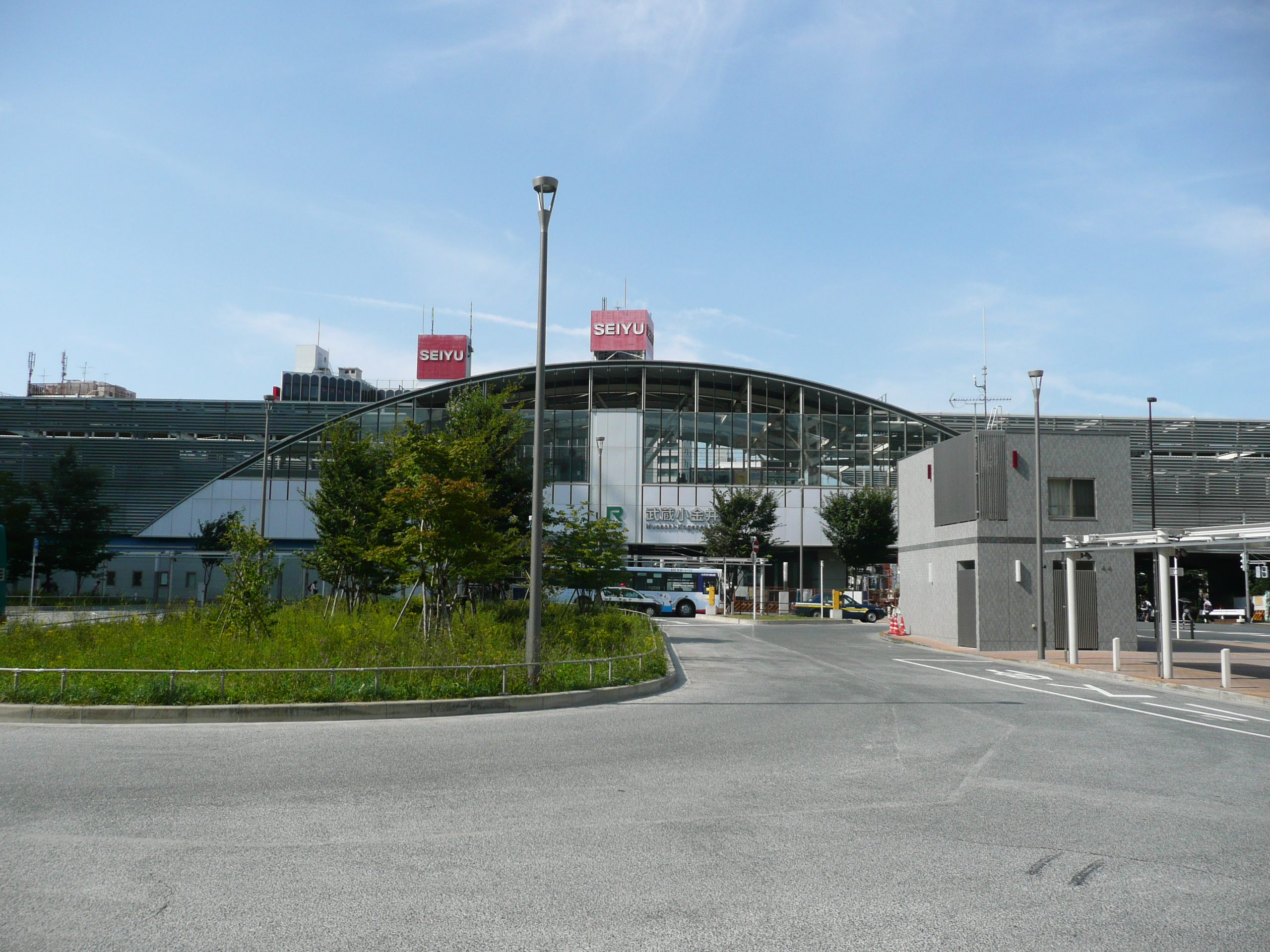
Vue de l'entrée sud de la gare de Musashi-Koganei.
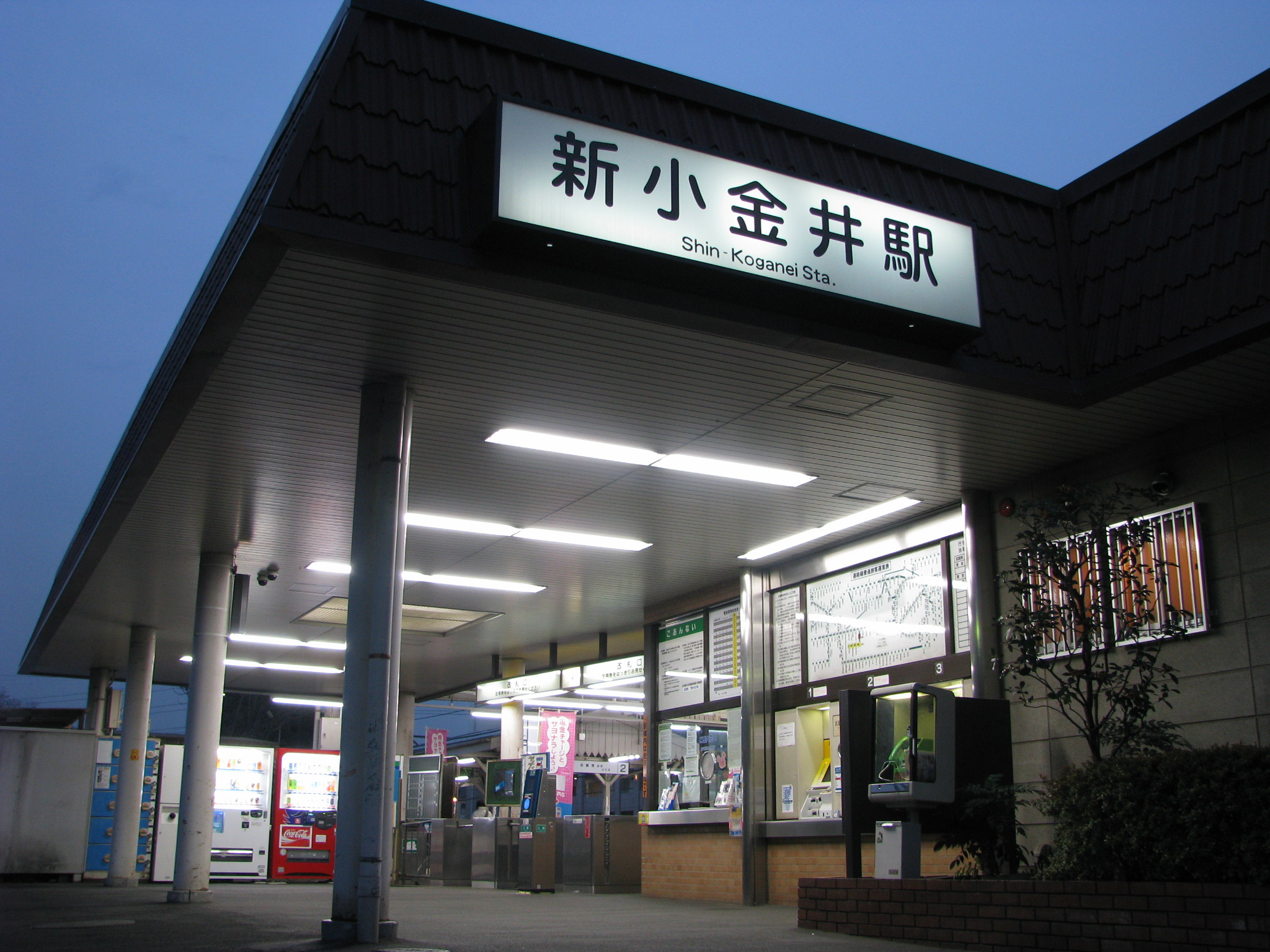
Gare de Shin-Koganei.

Un réseau de bus traverse également la ville.

## Symboles municipaux
Les symboles de Koganei sont le Zelkova, la fleur de Sakura et le martin-pêcheur.